# Жак Руксель де Грансі
Жак Руксель де Грансі (фр. Jacques Rouxel de Grancey; 7 липня 1603 — 20 листопада 1680) — військовий діяч Французького королівства, маршал.

## Життєпис
Походив зі шляхетського роду Руксель. Третій син барона П'єра Рукселя, королівського лейтенанта в Нормандії, та Шарлотти д'Отмер. Народився 1603 року. З дитинства був призначений для церковної кар'єри. Втім замолоду обрав собі військову службу. Приєднався до військ, що стояли табором в Кані. 1619 року відзначився в битві біля Понт-де-Се в складі королівських військ проти армії королеви-матері Марії Медічі.
У подальшому брав участь у походах проти французьких гугенотів, звитяживши при облозі фортець Сен-Жан-д'Анджелі, Клерак, Монтобан (усі в 1621 році), Монпельє 1622 року, Ла-Рошелі в 1627—1628 роках. Дослужився до полковника. 1629 року було переведено до італійського театру бойових дій, де відзначився у битві біля Па-де-Сузе та знятті облоги з Казаля.
1630 року було переведено на північ Франції. Відзначився при облозі Тріра, Саверни та битві біля Івої. 1631 року стає табірним маршалом. Потім успішно діяв у Верхньому Рейні проти імперської армії до 1634 року. 1636 року призначено губернатором Монбельяра. Успадкував титул графа Грансі.
1644 року стає губернатором Гравеліну та отримує чин генерал-лейтенанта. 1649 року з початком Фронди підтримав королівський двір та кардинала Мазаріні. 1651 року завдав поразки іспанській амрії в битві біля Ла Рокетт в П'ємонті. 1655 року стає кавалером ордену Святого Духу. 1662 року призначено губернатором Тіонвіля, Аргентона та Гравеліна.
Помер 1680 року.

## Родина
Першою дружиною була Катерина де Мончі. В цьому шлюбі народилося 9 дітей, серед яких Франсуа-Бенедикт, маркіз Грансі. Вдруге пошлюбив Шарлоти де Морні. В цьому шлюбі народилося 12 дітей.